# Шогель Кокалла Маїга
Шогель Кокалла Маїга (2 квітня 1958 , Гао ) — малійський політик. 
Голова «Патріотичного руху за оновлення». 
Тимчасовий прем'єр-міністр Малі. 
Працював в уряді як міністр промисловості та торгівлі 2002 — 2007, а потім як міністр цифрової економіки, інформації та комунікацій 2015 — 2016. 
4 червня 2021 був призначений тимчасовим прем'єр-міністром лідером державного перевороту та виконуючим обов'язки президента Малі Ассімі Гоїтою.

## Біографія
Маїга народився в Табанго, провінція Гао. 
За професією інженер з телекомунікацій. 
Є близьким соратником Муси Траоре. 
Раніше був членом Національної спілки молоді Малі.
У лютому 1997 року Маіга став президентом «Патріотичного руху за оновлення». 
В 2002 році він балотувався в президенти, набравши 2,73% голосів у першому турі, після чого відмовився від участі та підтримав Амаду Тумані Туре. 
На виборах до законодавчих органів того ж року він приєднався до партії Ібрагіма Бубакара Кейти «Об'єднання за Малі» та до Національного конгресу за демократичну ініціативу, що є частиною ширшої коаліції «Надія 2002».
Маїга був міністром промисловості та торгівлі в уряді Ахмеда Мохаммеда Аг Амані, обіймаючи цю посаду з 16 жовтня 2002 року по 28 квітня 2004 року.
  
Він залишався на цій посаді за Усмана Ісуфі Маїга 2 травня 2004 — 27 вересня 2007.
У грудні 2005 року Маїга був представником Малі на торгових переговорах Доський раунд у Гонконгу. 
Через те що субсидії на бавовну і продукти харчування в розвиненому світі різко впливають на економіку Малі, Маїга зазначив, що «США і ЄС подібні до слонів, що б'ються. Ми подібні до трави під їхніми ногами» 
.
На президентських виборах 2007 року Маїга не балотувався як кандидат і знову підтримав Амаду Тумані Туре. 
Після переобрання Туре Маїга був призначений директором Комісії з регулювання електрозв'язку (CRT, пізніше відомий як AMRTP) у січні 2008. 
Він залишався на цій посаді доти, доки не був призначений в уряд

міністром цифрової економіки, інформації та повідомлень 10 січня 2015

7 липня 2016 року він залишив уряд 

28 травня 2021 року відбувся переворот проти Ба Ндау та Моктара Уана. 
Наступного дня полковник Ассімі Гоїта оголосив про свої плани призначити на посаду прем'єр-міністра Шогеля Кокаллу Маїгу
.
У вересні 2021 року на трибуні Генеральної Асамблеї Організації Об'єднаних Націй Чогель Маїга звинуватив Францію в тому, що вона покинула Малі, вирішивши вивести війська операції «Бархан» . 
Йому також не сподобалося, що його партнери Париж і ООН не попередили його